# Combat de Lauenbourg
Batailles
Campagne de Russie (1812)
- Liste des batailles
- Mir
- Moguilev
- Ostrovno
- Vitebsk
- Kliastitsy
- Smolensk
- 1re Polotsk
- Valoutina Gora
- Moskova
- Moscou
- Winkowo
- 2e Polotsk
- Maloïaroslavets
- Gorodnia
- Czaśniki
- Viazma
- Smoliani
- Krasnoï
- Bérézina

Campagne d'Allemagne (1813)
- Dantzig
- Lunebourg
- Möckern
- Lützen
- Bautzen
- Reichenbach
- Haynau
- Luckau
- Hoyerswerda
- Lauenbourg
- Goldberg
- Gross Beeren
- Katzbach
- Dresde
- Kulm
- Dennewitz
- Peterswalde
- Liebertwolkwitz
- Leipzig
- Hanau
- Sehested
- Torgau
- Hambourg

Campagne de France (1814)
- Sainte-Croix-en-Plaine
- Besançon
- Mayence
- Metz
- Saint-Avold
- 1re Saint-Dizier
- Brienne
- La Rothière
- Campagne des Six-Jours (Champaubert
- Montmirail
- Château-Thierry
- Vauchamps)
- Mormant
- Montereau
- Bar-sur-Aube
- Saint-Julien
- Laubressel
- Berry-au-Bac
- Craonne
- Coutures
- Laon
- Soissons
- Mâcon
- Reims
- Saint-Georges-de-Reneins
- Limonest
- Arcis-sur-Aube
- Fère-Champenoise
- 2e Saint-Dizier
- Meaux
- Claye
- Villeparisis
- Paris

- Feistritz
- Caldiero (en)
- Trieste
- Mincio

- Hoogstraten (de)
- Anvers
- Berg-op-Zoom
- Courtrai

Le combat de Lauenbourg se déroule le 18 août 1813 près de Lauenbourg. Le 13e corps français du maréchal Davout y défait les troupes prussiennes du général Wallmoden.

## Contexte
Après l'échec des négociations de l'été 1813, les hostilités reprennent le 11 août avec l'entrée en guerre de l'Autriche aux côtés des alliés contre la France. Le 13e corps a pour rôle de fixer l'armée du Nord de Bernadotte entre Hambourg et Berlin et de tendre la main aux forces du maréchal Oudinot qui marchent vers la capitale prussienne depuis le Sud.
Les troupes prussiennes de l'armée du Nord, sous les ordres du général Wallmoden, ont établi une ligne de défense entre Trittau et Lauenbourg.

## Déroulement
Davout fait attaquer de nuit le camp retranché de Lauenbourg, tenu par 5 000 à 25 000 Prussiens. Ceux-ci sont mis en déroute et laissent 50 tués, 400 blessés et 100 prisonniers entre le 18 et le 19. Les Français perdent 4 à 5 tués et une centaine de blessés.

## Conséquences
Après avoir percé la ligne de défense de l'Armée du Nord, Davout avance vers Berlin et attend Schwerin le 27 août. C'est là que lui parvient la nouvelle de la défaite d'Oudinot à la bataille de Gross-Beeren qui le contraint à retraiter sur Hambourg.